# Oh Oh ...
Oh Oh … is een Nederlandse realityserie die werd uitgezonden door RTL 5. De serie volgt een aantal weken het leven van een aantal Haagse jongeren die hun vakantie doorbrengen in een luxe villa bij een bekende vakantiebestemming in Europa. In het eerste seizoen werden de deelnemers gevolgd in de Griekse badplaats Chersonissos. In het tweede seizoen verbleven zij in de Oostenrijkse wintersportplaats Kirchberg in Tirol. Voor het derde seizoen keerden zij terug naar Chersonissos.
De serie wordt geproduceerd door Eyeworks. De serie is een Nederlandse variant op de MTV-serie Jersey Shore. Het format heeft veel overeenkomsten; er wordt in de Nederlandse serie echter minder geweld uitgezonden. Bedenker Sander Emmering castte ongeveer vijftig Haagse jongeren. Hierna bleven er acht jongeren over voor de eerste reeks. De serie kreeg veelal media-aandacht vanwege verscheidene uitlatingen en gedragingen van de deelnemers. De allereerste aflevering op 2 september 2010 was mede daardoor een van de meest bekeken RTL 5-uitzendingen ooit. Het record staat echter op de vijfde aflevering van het eerste seizoen. Volgens metingen keken er toen bijna 1,5 miljoen mensen. Vanaf de tweede reeks daalden de kijkcijfers.
Eind 2016 was een geheel nieuwe groep Hagenezen onder de naam Oh Oh Daar Gaan We Weer! in een vierde seizoen te zien op Mallorca.

## Productie
Op 2 september 2010 was de eerste uitzending van een realitysoap van RTL waarin acht Haagse jongeren gevolgd worden. Na drie afleveringen werd er al een tweede reeks aangekondigd.
De tweede reeks zou worden opgenomen in Oostenrijk, in een villa in Kirchberg in Tirol, met als titel Oh Oh Tirol. "Tijgertje" (Tatjana Liefhebber) kwam erbij en de oorspronkelijke deelnemers zouden haar pas ontmoeten bij aankomst. Liefhebber verliet voortijdig de serie vanwege haar positie in de groep. 
In het najaar bevestigde RTL dat er een derde reeks zou komen, waarbij nieuwe jongeren aan de oorspronkelijke deelnemers zouden worden toegevoegd. Op 5 mei 2011 meldden diverse mediawebsites dat de jongeren terug zouden keren naar Chersonissos. Na de laatste uitzending van Oh Oh Tirol zond RTL een kandidatenoproep uit voor een nieuw seizoen. In het zogenoemde X Cherso ging men op zoek naar twee nieuwe deelnemers. Matsoe Matsoe (Joey Spaan), en Tatjana Liefhebber zouden uiteindelijk niet terugkeren. Na deze "leegloop" werden er geen twee, maar drie nieuwe deelnemers toegevoegd. De nieuwelingen waren Mister GaGa (Gio Diekema), Angel (Kayleigh Vanity) en Thomson (Thomas Loopstra). In het derde seizoen van Oh Oh Cherso kreeg de groep buren van tussen de 31 en 54 jaar oud. Deze buren namen in de vierde aflevering van de serie hun intrek in de leegstaande villa naast die van de Cherso-groep.
Na de opnamen van het derde seizoen hebben Sterretje (Tony Wyczynski) en Barbie (Samantha de Jong) aangegeven niet meer terug te keren. Begin januari 2012 maakte Little Princess (Roos van Gelder) bekend dat zowel zij als Sniper (Vincent van der Lans) niet terug zullen keren voor een eventueel vierde seizoen.
Voor het najaar van 2013 stond er een nieuwe reeks afleveringen in de planning; ditmaal met jongeren uit de Achterhoek. Deze serie is echter nooit tot stand gekomen.

## Overzicht
| Seizoen | Bestemming                    | Aantal afleveringen | Eerste uitzending | Laatste uitzending | Gemiddeld aantal kijkers | Plek   |
| ------- | ----------------------------- | ------------------- | ----------------- | ------------------ | ------------------------ | ------ |
| 1       | Griekenland Chersonissos      | 11                  | 2 september 2010  | 11 november 2010   | 1.274.000                | 4      |
| 2       | Oostenrijk Kirchberg in Tirol | 10                  | 3 maart 2011      | 5 mei 2011         | 996.000                  | 9      |
| 3       | Griekenland Chersonissos      | 14                  | 6 september 2011  | 29 november 2011   | 566.000                  | >25    |
| 4       | Spanje Mallorca               | 7                   | 8 november 2016   | 20 december 2016   | n.v.t.                   | n.v.t. |

### Afleveringen
| Uitzending    | Uitzenddatum      | Kijkcijfer | Plek |
| ------------- | ----------------- | ---------- | ---- |
| Aflevering 1  | 2 september 2010  | 1.035.000  | 6    |
| Aflevering 2  | 9 september 2010  | 1.107.000  | 4    |
| Aflevering 3  | 16 september 2010 | 1.249.000  | 2    |
| Aflevering 4  | 23 september 2010 | 1.440.000  | 2    |
| Aflevering 5  | 30 september 2010 | 1.455.000  | 2    |
| Aflevering 6  | 7 oktober 2010    | 1.372.000  | 4    |
| Aflevering 7  | 14 oktober 2010   | 1.435.000  | 2    |
| Aflevering 8  | 21 oktober 2010   | 1.400.000  | 2    |
| Aflevering 9  | 28 oktober 2010   | 1.259.000  | 3    |
| Aflevering 10 | 4 november 2010   | 1.108.000  | 5    |
| Aflevering 11 | 11 november 2010  | 1.162.000  | 10   |

| Uitzending    | Uitzenddatum  | Kijkcijfer | Plek |
| ------------- | ------------- | ---------- | ---- |
| Aflevering 1  | 3 maart 2011  | 1.139.000  | 7    |
| Aflevering 2  | 10 maart 2011 | 1.138.000  | 7    |
| Aflevering 3  | 17 maart 2011 | 1.017.000  | 11   |
| Aflevering 4  | 24 maart 2011 | 1.114.000  | 8    |
| Aflevering 5  | 31 maart 2011 | 1.045.000  | 8    |
| Aflevering 6  | 7 april 2011  | 964.000    | 7    |
| Aflevering 7  | 14 april 2011 | 940.000    | 7    |
| Aflevering 8  | 21 april 2011 | 823.000    | 9    |
| Aflevering 9  | 28 april 2011 | 924.000    | 10   |
| Aflevering 10 | 5 mei 2011    | 856.000    | 11   |

| Uitzending    | Uitzenddatum      | Kijkcijfer | Plek |
| ------------- | ----------------- | ---------- | ---- |
| Auditie 1     | 6 september 2011  | 697.000    | 20   |
| Auditie 2     | 13 september 2011 | 434.000    | >25  |
| Aflevering 3  | 20 september 2011 | 697.000    | 21   |
| Aflevering 4  | 27 september 2011 | 619.000    | 21   |
| Aflevering 5  | 4 oktober 2011    | 652.000    | 20   |
| Aflevering 6  | 11 oktober 2011   | 578.000    | 23   |
| Aflevering 7  | 18 oktober 2011   | 621.000    | >25  |
| Aflevering 8  | 25 oktober 2011   | 466.000    | >25  |
| Aflevering 9  | 25 oktober 2011   | 603.000    | 20   |
| Aflevering 10 | 1 november 2011   | 508.000    | >25  |
| Aflevering 11 | 8 november 2011   | 589.000    | 22   |
| Aflevering 12 | 15 november 2011  | 494.000    | >25  |

| Uitzending   | Uitzenddatum     |
| ------------ | ---------------- |
| Aflevering 1 | 8 november 2016  |
| Aflevering 2 | 15 november 2016 |
| Aflevering 3 | 22 november 2016 |
| Aflevering 4 | 29 november 2016 |
| Aflevering 5 | 6 december 2016  |
| Aflevering 6 | 13 december 2016 |
| Aflevering 7 | 20 december 2016 |

## Deelnemers
| Naam                                | Afkomst                    | Seizoen   | Seizoen   | Seizoen   | Seizoen   |
| Naam                                | Afkomst                    | 1         | 2         | 3         | 4         |
| ----------------------------------- | -------------------------- | --------- | --------- | --------- | --------- |
| Bibi Breijman – "Kabouter"          | Zoetermeer, Zuid-Holland   | Afgevinkt | Afgevinkt | Afgevinkt |           |
| Elize Kruuk                         | Den Haag, Zuid-Holland     | Afgevinkt | Afgevinkt | Afgevinkt |           |
| Joey Spaan – "Matsoe Matsoe"        | Zoetermeer, Zuid-Holland   | Afgevinkt | Afgevinkt |           |           |
| Robert Minderhoud – "Joker(tje)"    | Scheveningen, Zuid-Holland | Afgevinkt | Afgevinkt | Afgevinkt |           |
| Roos van Gelder – "Little Princess" | Den Haag, Zuid-Holland     | Afgevinkt | Afgevinkt | Afgevinkt |           |
| Samantha de Jong – "Barbie"         | Scheveningen, Zuid-Holland | Afgevinkt | Afgevinkt | Afgevinkt |           |
| Tony Wyczynski – "Sterretje"        | Den Haag, Zuid-Holland     | Afgevinkt | Afgevinkt | Afgevinkt |           |
| Vincent van der Lans – "Sniper"     | Den Haag, Zuid-Holland     | Afgevinkt | Afgevinkt | Afgevinkt |           |
| Tatjana Liefhebber – "Tijgertje"    | Amsterdam, Noord-Holland   |           | Afgevinkt |           |           |
| Kayleigh Vanity van Amson – "Angel" | Purmerend, Noord-Holland   |           |           | Afgevinkt |           |
| Thomas Loopstra – "Thomson"         | Woudrichem, Noord-Brabant  |           |           | Afgevinkt |           |
| Giovanni Diekema – "Mister GaGa"    | Utrecht, Utrecht           |           |           | Afgevinkt |           |
| Damian Diepeveen – "Melluk"         |                            |           |           |           | Afgevinkt |
| Shady Mohamed – "Slim Shady"        | Den Haag, Zuid-Holland     |           |           |           | Afgevinkt |
| Nicky Zouwer – "Zouwerpower"        | Zoetermeer, Zuid-Holland   |           |           |           | Afgevinkt |
| Wesley Broens – "Waussie"           | Den Haag, Zuid-Holland     |           |           |           | Afgevinkt |
| Amanda Hitzerd – "Hitzie"           | Den Haag, Zuid-Holland     |           |           |           | Afgevinkt |
| Geneviève Fox                       |                            |           |           |           | Afgevinkt |
| Angelica Askamp – "Angie"           | Den Haag, Zuid-Holland     |           |           |           | Afgevinkt |
| Simone de Bruin – "Boef"            | Maassluis, Zuid-Holland    |           |           |           | Afgevinkt |

## Spin-offs
Diverse deelnemers kondigden aan niet meer mee te willen werken aan een eventueel vervolg op de serie, maar zouden wel overwegen mee te werken aan een nieuw programma. Er werden diverse spin-offs gepland op eveneens RTL 5, waarvan sommige zijn uitgezonden. 
Tony Wyczynski maakte in het voorjaar van 2012 In Love with Sterretje, waarin hij op zoek ging naar een partner. Bridget Maasland presenteerde dit.
Daarnaast ging Wyczynski met Robert Minderhoud, Joey Spaan en buurman Dennis opdrachten uitvoeren voor de medemens.
Samantha de Jong kreeg een eigen reality-programma vanaf 6 maart 2012. In haar programma Barbie's bruiloft werd ze samen met haar vriend Michael gevolgd. In de laatste aflevering werden er beelden van hun huwelijk getoond.
Deelnemers Bibi Breijman en Roos van Gelder namen deel in de tweede reeks van Echte meisjes. Hierbij werd Breijman derde en Van Gelder tweede. Gio Diekema was te zien als deelnemer in de derde reeks van Echte meisjes. Hij werd in de zevende aflevering geëlimineerd en eindigde op een gedeelde zevende plaats. 
In 2013 kreeg ook Robert Minderhoud zijn eigen spin-off: Jokertje's Jawoord. Hierin ging Jokertje naar Las Vegas voor een drieweeks vrijgezellenfeest. Ook Joey Spaan (Matsoe Matsoe) en Tony Wyczynski (Sterretje) hadden hierin een hoofdrol. 
In 2013 werd er nog een programma gemaakt: Everybody Loves Joey met Tony en Joey.

### België
Op 21 oktober 2010 werd bekend dat de Vlaamse Media Maatschappij de realitysoap heeft aangekocht. Dochterzender 2BE zond Oh Oh Cherso en Oh Oh Tirol uiteindelijk uit. Producent Eyeworks werkte aan een Vlaamse versie voor VTM of 2BE.
In 2011 werd door Eyeworks ook een Vlaamse versie van het tv-programma opgenomen op Kreta met acht jongeren uit (Belgisch) Limburg. Gepland was dat de eerste aflevering op 5 maart 2012 op televisiezender 2BE te zien zou zijn, dat ook de Nederlandse serie uitzond. Negatieve reacties op de "uitgelekte" castingtapes noopten de zender de lancering uit te stellen. Uiteindelijk besloot 2BE de reeks niet uit te zenden.

## Discografie

### Singles
| Single met eventuele hitnotering(en) in de Nederlandse Top 40 | Datum van verschijnen | Datum van binnenkomst | Hoogste positie | Aantal weken | Opmerkingen                                   |
| ------------------------------------------------------------- | --------------------- | --------------------- | --------------- | ------------ | --------------------------------------------- |
| Oh Oh Cherso                                                  | 2010                  | 23-10-2010            | 17              | 5            | als Oh Oh Cherso / nr. 1 in de Single Top 100 |
| Tirol, laat je likken!                                        | 2011                  | -                     | -               | -            | als Oh Oh Tirol / nr. 79 in de Single Top 100 |

## Trivia
- Het titelnummer en de titel van het programma zijn gebaseerd op de hitsingle O, o, Den Haag van Harry Klorkestein uit 1982, die het oude Haagse leven bejubelt. Het lied wordt vaak als het officieuze volkslied van Den Haag beschouwd. Op 23 oktober 2010 stond het gedurende één week op nummer 1 in de Single Top 100. De melodie uit het titelnummer is oorspronkelijk van Zorba's Dance, een sirtakinummer van de Griekse groep Trio Hellenique.
- Edwin Evers persifleerde Jokertje in zijn programma Evers staat op. Ook werd hij door Carlo Boszhard gepersifleerd in De TV Kantine. Irene Moors persifleerde Barbie in het derde seizoen van het persiflageprogramma.